# Gadendorf
Gadendorf ist ein im Norden Wagriens gelegenes holsteinisches Dorf.

## Geografie
Gadendorf ist ein Ortsteil der im nordöstlichen Teil des Kreises Plön gelegenen Gemeinde Panker. Die Ortschaft befindet sich etwa sechs Kilometer nordnordwestlich von Lütjenburg – in dem die Amtsverwaltung der Gemeinde Panker ihren Sitz hat – und liegt auf einer Höhe von 53 m ü. NHN.

## Verkehr
Der Anschluss an das öffentliche Straßenverkehrsnetz wird hauptsächlich durch die Landesstraße L 165  hergestellt, die ein wenig nordöstlich an der Ortschaft vorbeiführt.